# 케일린 루소
케일린 루소(Cailin Russo, 1993년 12월 17일 ~ )는 미국의 모델, 음악가이다.